# Ritorno all'ovile
Ritorno all'ovile è un dipinto di Carlo Pittara. Il titolo originario era La ritirata.

## Storia e descrizione
Il dipinto rappresenta una scena abituale, nella vita di un pastore: il tempo in cui egli riporta il suo gregge, al sicuro, nella stalla. Il cielo si è fatto scuro, piove. I due pastori contano le pecore e gli agnelli, riparandosi sotto capaci ombrelli rustici, a grandi righe, il cui cromatismo si staglia sui toni ocra e bruni del resto della scena. 
L'evento si svolge in un cortile sterrato, incorniciato da case rustiche. Le linee orizzontali dei tetti, dei pioli di una scala, del dorso delle pecore, della cupola degli ombrelli si contrappongono alla linearità verticale dei due pastori che stanno in piedi. L'artista coglie uno spazio e un tempo di vita contadina, riproduce un segmento di realtà: rappresenta una scena reale e quotidiana e ne trasmette l'emozione. Nella scelta di un soggetto umile si denota la sua attenzione per gli strati sociali più poveri e considerati marginali nella società del tempo, più interessata ai luoghi di lavoro e di produzione nelle città.

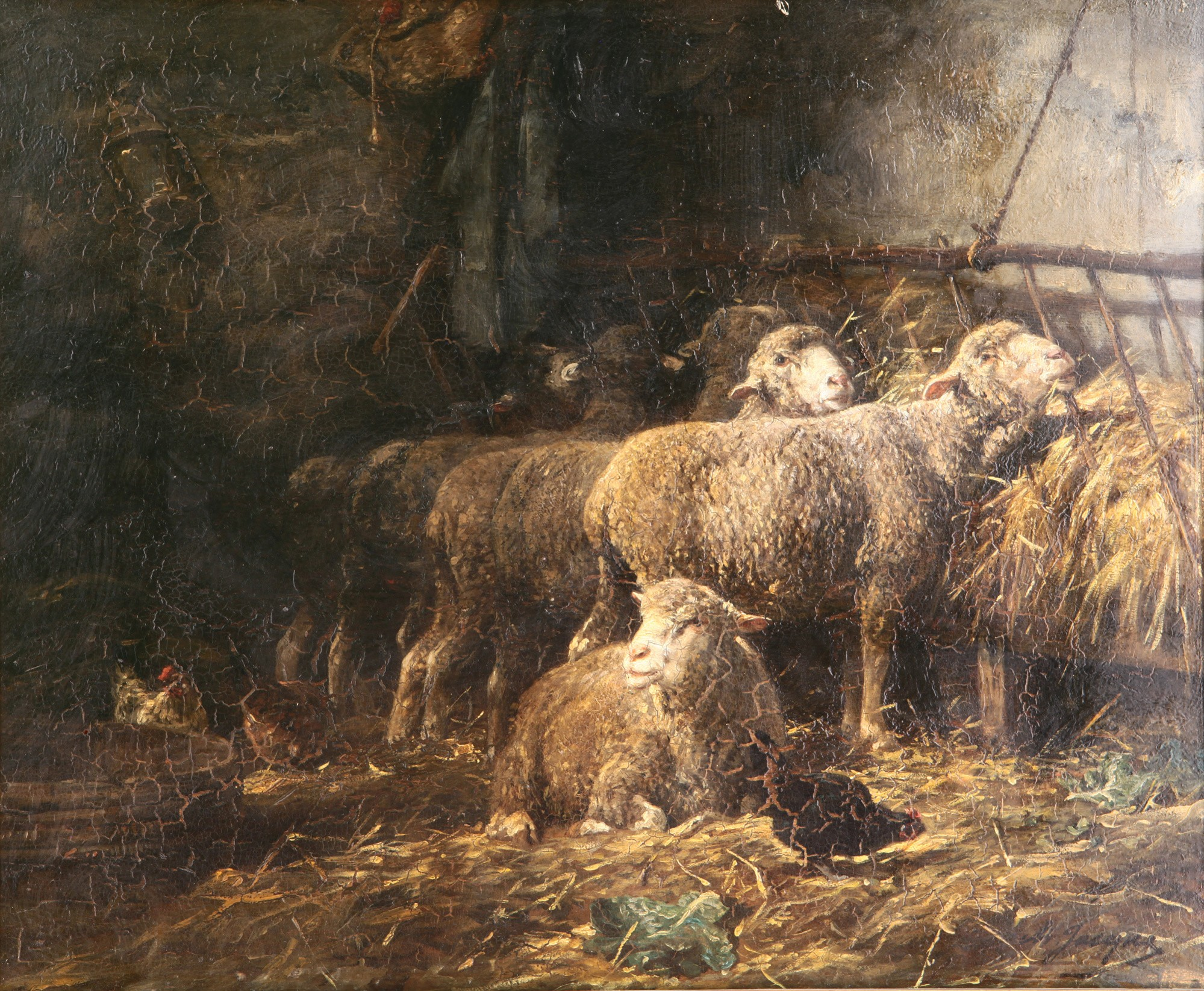
Charles-Émile Jacque, Pecore

Pittara fu uno dei primi pittori piemontesi ad aderire al realismo. Firmò, ma non datò questo dipinto, che si può far risalire al 1866, anno in cui fu esposto per la prima volta a Torino, alla Promotrice, e fu acquistato dalla Galleria civica che tuttora lo possiede. Questa datazione inserisce l'opera nel primo segmento della "Scuola di Rivara" - di cui Pittara era stato ideatore e animatore - quindi dopo il soggiorno a Ginevra, dove Pittara frequentò lo studio di Charles Humbert (che era un pittore animalista) e dopo la sua prima visita a Parigi, dove entrò in contatto con la "Scuola di Barbizon". Analogo soggetto dipinsero altri pittori dell'epoca, tra cui Charles Jacque e Jean-François Millet. 

### Esposizioni del dipinto
- 1866, Mostra della Società Promotrice delle Belle Arti, Torino
- 1991, Il lavoro e l'uomo Il lavoro dell'uomo da Goya a Kandinskij, Braccio di Carlo Magno, Città del Vaticano[3]
- 2019-2020, "La fiera di Saluzzo", mostra alla Galleria di Arte Moderna, Torino.